# 伯納德·蒙哥馬利
第一代阿拉曼的蒙哥馬利子爵伯纳德·劳·蒙哥马利，（英語：Bernard Law Montgomery, 1st Viscount Montgomery of Alamein，1887年11月17日—1976年3月24日），英國陆軍元帅，第二次世界大战中著名的軍事指挥官。1887年11月17日出生在伦敦肯宁顿的牧师家庭。1908年，毕业于英國桑赫斯特皇家軍事学院，12月任英國驻印度的皇家团少尉排长。参加第一次世界大战，后升任旅参谋长和师作战参谋，大战结束时任师司令部中校参谋。成功在二戰北非戰場的第二次阿拉曼戰役擊敗隆美爾，並後在盟軍諾曼第地區的霸王行动中擔任陸軍總司令。

## 生平

### 早年
1887年11月17日，伯纳德·劳·蒙哥马利出生于伦敦肯宁顿，是家中第四个孩子。父亲亨利·蒙哥马利是一名爱尔兰教会牧师，当时正担任肯宁顿圣马可教堂（St Mark's Church）的教堂牧师。母亲名叫莫德（Maud，原姓Farrar）。蒙哥马利家是一个有新教优势的富有乡绅家族，是苏格兰蒙哥马利氏族（Clan Montgomery）在多尼戈尔郡的分支。他的父亲亨利是罗伯特·蒙哥马利爵士的次子，但罗伯特在伯纳德·蒙哥马利出生后一个月就去世了。

### 第一次世界大戰前後
蒙哥马利进入坎伯利参谋学院深造毕业后，1921年1月任第17步兵旅参谋长。此后在英國担任多种参谋职务，曾參與英爱战争、爱尔兰内战等。1926年1月，改任坎伯利参谋学院教官，直到1929年1月。
1929年，陆军部选派他担任步兵教令的重编工作。1931年，蒙哥马利任中校营长，率部开赴巴勒斯坦。1934年任英属印度陆军指揮参谋学院（位於奎达， 今巴基斯坦陸軍指参學院）首席教官，晋升上校，1937年又任朴次茅斯第9步兵旅旅长。
1938年10月，蒙哥马利晋升为英國第8师师长，参与镇压巴勒斯坦人的武装暴动，又晋升为少将。1939年8月，蒙哥马利回国接任以「钢铁师」著称的英國远征军第3师师长。

### 第二次世界大戰前後
第二次世界大战爆发时，蒙哥马利率英國远征军第3师横渡英吉利海峡，参加了在法国和比利时的战斗。

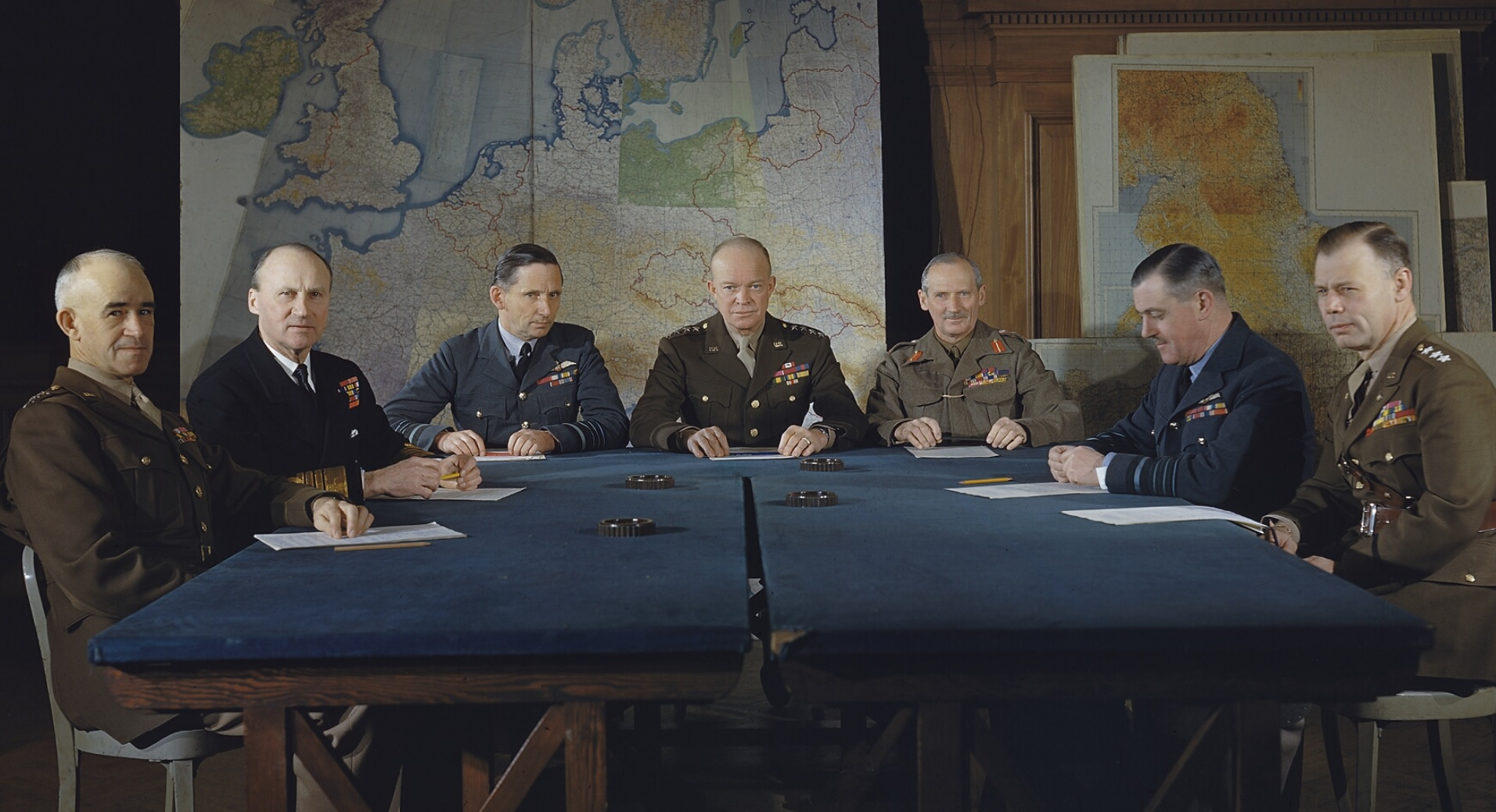
欧洲盟國遠征軍最高司令部（圖右三為蒙哥馬利）

1940年5月，德军闪击西欧时，英國远征军被迫从敦克尔克撤回英國，在撤离的前夕，蒙哥马利奉命接任即将回国的艾倫·布鲁克（1941年12月出任帝国总参谋长）的军长职务，指挥第2军的撤退行动。1940年7月，晋升为第5军军长。1941年4月，蒙哥马利改任第12军军长。同年12月升任东南军区司令，晋升为中将。负责选拔、调整、 培养各级指挥官，严格训练部队，提高军事素质。

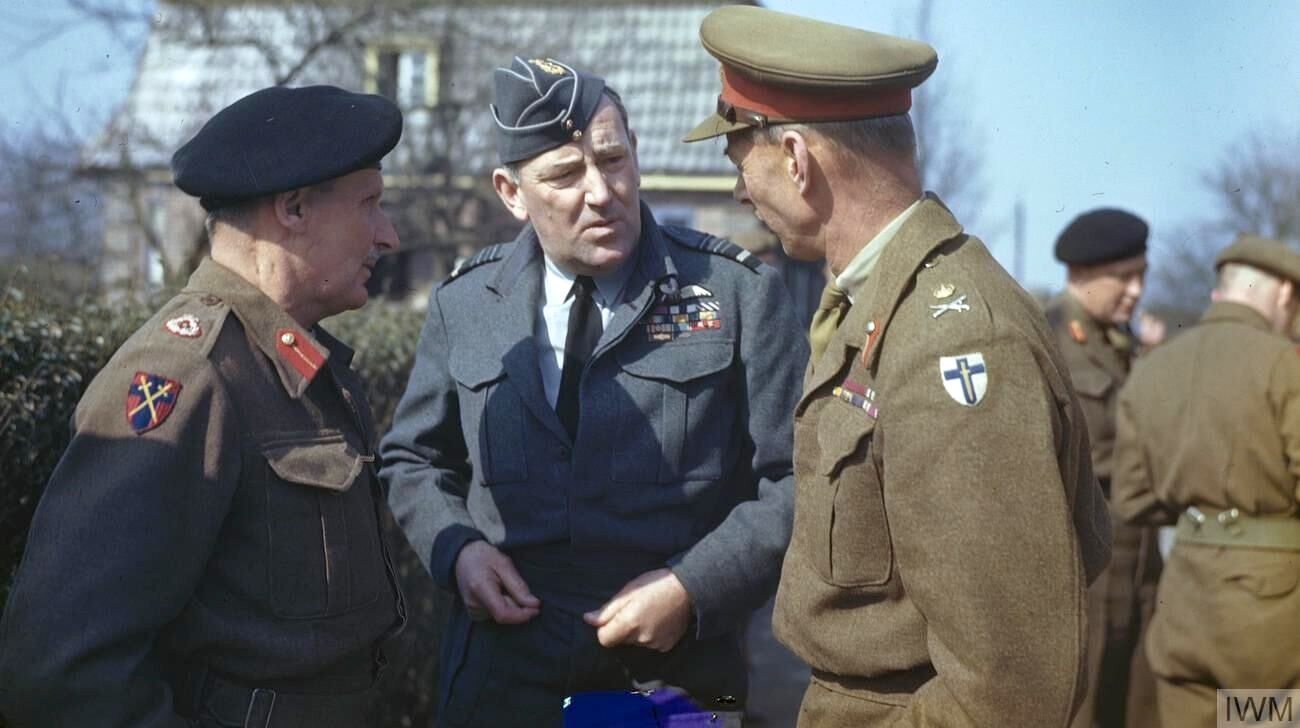
大學行動（左一為蒙哥馬利）

1942年7月，北非沙漠中的英軍第8集团军，被有「沙漠之狐」之稱的隆美尔德軍非洲军團击败，退守埃及境内的艾爾阿拉曼地区。次月，在英军濒临崩溃之际，他接任了第8軍团司令。同年10月至11月，他组织向德军发动第二次艾爾阿拉曼戰役，大破隆美尔的非洲军团，扭转北非战局；随后又挥师乘胜追击，协同美军将德、意聯軍围歼于突尼斯。蒙哥馬利因此声誉大振，被称作捕捉「沙漠之狐」的猎手。后来丘吉尔说到：「在阿拉曼战役之前，我们是战无不败；阿拉曼战役之后，我们战无不胜。」蒙哥马利因此役的勝利晋升为上将，並获頒巴斯骑士勋章。

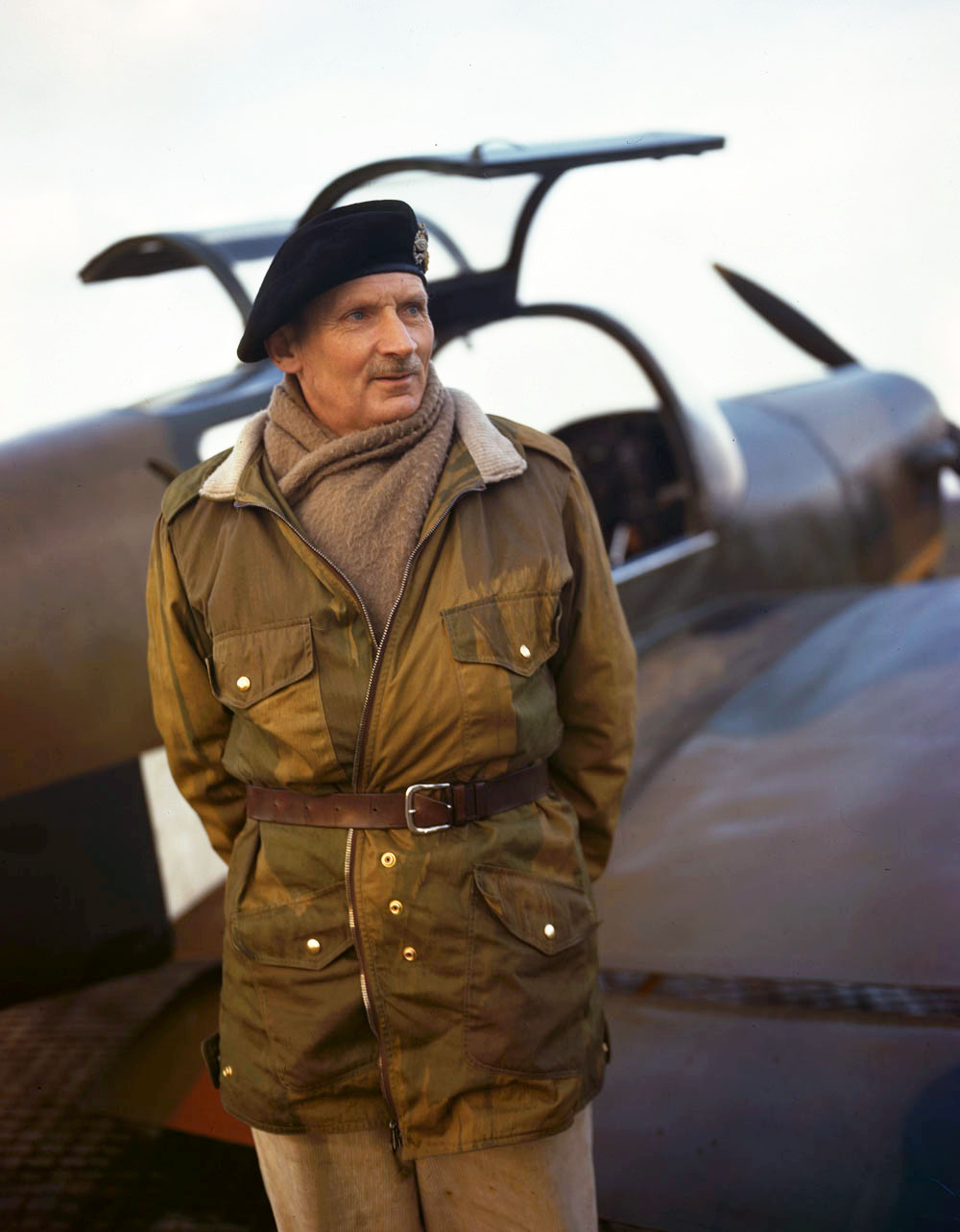

1943年7月，蒙哥馬利率領英军在西西里岛登陆。同年9月至12月，协同美军展開意大利战役，进军意大利半岛。1944年1月，蒙哥马利调任盟军第21集團军司令，参与诺曼底登陆战役的计划制定工作。1944年6月6日，诺曼底登陆作战开始。蒙哥马利以第21集團军（辖英軍第2军團、美軍第1军團和加拿大第1军團）司令的身分兼任盟军地面部队司令，具体指挥并协调地面部队的作战行动。8月1日，美軍第12集團军（辖美軍第1军團和第3军團）成立，布莱德雷出任該集團军司令，蒙哥马利开始协调這兩个集團军的作战。
1944年9月1日，艾森豪威尔将司令部移驻法国，从蒙哥马利手中正式接管地面部队總指挥权；蒙哥馬利晋升为元帅，但仅指挥第21集團军。1944年9月17日，蒙哥马利向驻荷兰的德軍发起代号为「市场花园行動」的突襲攻勢，不料卻遭遇德军的顽强抵抗，以致盟军付出了伤亡惨重的代价，行动遭到惨败。

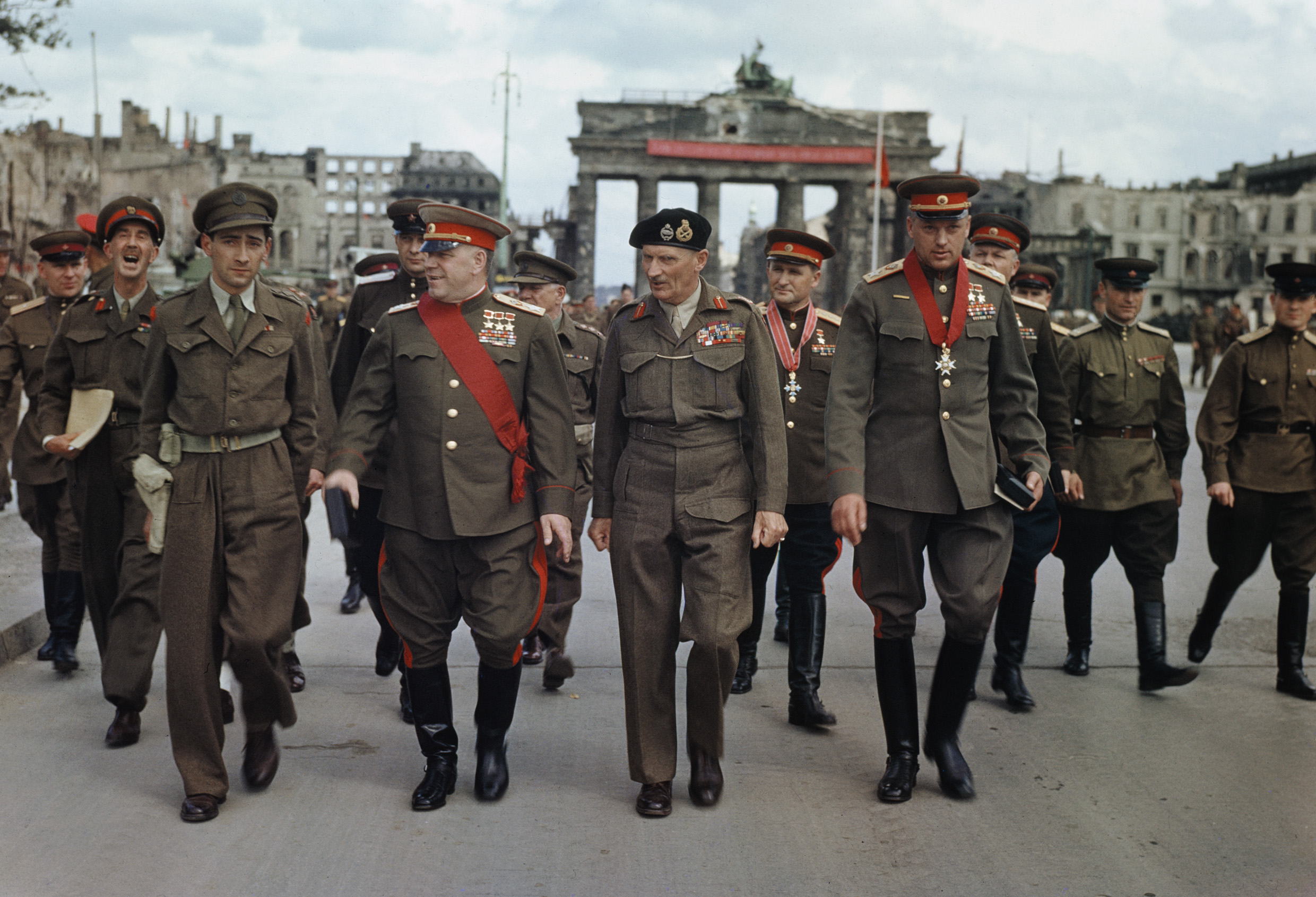
蒙哥馬利和朱可夫、羅科索夫斯基在布蘭登堡門

1945年3月23日，蒙哥马利指挥盟军第21集团軍和美軍第9集团军，在空军和空降兵的协同下，开始强渡莱茵河向德国腹地推进的作战。强渡莱茵河后，蒙哥马利与艾森豪就盟军的主要攻击方向意見分歧；蒙哥馬利主张向柏林快速突击，搶先于苏军攻佔柏林，但其意見遭到艾森豪否定。同年4月，盟军第21集團军和美軍第12集團军对鲁尔实施合围，迫使德軍B集團军32万余人投降。此后英军继续向易北河挺进，攻佔吕内堡和汉堡，於5月2日抵达波罗的海沿岸的维斯马和卢卑克，封锁日德蘭半島；5月4日，在吕内堡接受在荷兰、弗里斯兰、石勒苏益格—荷尔斯泰因和丹麦境内的全部德军的投降。

大英帝國陸軍元帥（左一為蒙哥馬利）

### 戰後
二次大戰結束后，蒙哥馬利出任英國佔领军总司令兼盟国对德管制委员会英方委员。
1946年6月，蒙哥马利出任大英帝国总参谋长。1948年9月，蒙哥马利出任西方联盟各国总司令委员会主席。1951年4月，出任北大西洋公约组织欧洲盟军最高副司令。
1958年，蒙哥马利退役。
1960年，蒙哥马利访问中華人民共和国，与毛泽东见面。
1976年3月24日，蒙哥马利在英國汉普郡奥尔顿去世。